# Salomon Moock
Salomon Moock (19 mai 1833 à Frœschwiller - 31 décembre 1898 à Mulhouse) est un rabbin français puis allemand du XIXe siècle, rabbin de Thann (Haut-Rhin), puis Grand-rabbin de Mulhouse, aumônier de l'armée du Rhin avant d'être attaché à la Garde Impériale.

## Éléments biographiques
Salomon Moock est né le 19 mai 1833 à Frœschwiller (Bas-Rhin). Il fait ses études rabbiniques au Séminaire israélite de France (SIF), alors à Metz, . Il devient le rabbin de Thann (Haut-Rhin) de 1858 à 1873.
Il devient ensuite Grand-rabbin de Mulhouse (Haut-Rhin) en 1873 jusqu'à son décès en 1898, à l'âge de 65 ans et le rabbin Félix Blum lui succède à ce poste.